# Ester Mosesson
Ester Kristina Mosesson, född 22 november 1891 i Visnums församling, Björneborg, Värmlands län, död 18 mars 1966 i Göteborg, var en svensk hushållslärare och skolledare i huvudsak verksam i Göteborg.

## Biografi
Ester Mosesson var dotter till banmästaren Carl Mosesson och hans hustru Johanna Kristina Svensdotter. Hon växte upp i en familj med 14 barn  i Björneborg och Ölme vid järnvägen mellan Karlstad och Kristinehamn. En äldre broder var riksdagsmannen och missionsskolerektorn Gustav Mosesson. Hemmet präglades av en varm väckelsekristendom och ett starkt samhällsengagemang. Efter att Ester Mosesson fått vidareutbildning hos en guvernant, sökte hon in på Lanthushållslinjen vid Fackskolan för huslig ekonomi i Uppsala Utöver skolköksutbildning ingick också kurser i klädsömnad, brodyr, vävning och smådjursskötsel. Hon studerade även fransk kokkonst vid Le Cordon Bleu utanför Paris. 
Hennes tidiga verksamhet är ofullständigt känd. År 1922 annonserade hon som arrangör av kurser för husmödrar under vinterhalvåret på ett semesterhem i Stocksund. Hon kom 1924 till Göteborg som lärare vid Praktiska hushållsskolan för flickor, där hon blev föreståndare senare samma år.
Från 1931 till 1955 förestod hon så Göteborgs stads yrkesskolors husliga avdelning, vilken hade startats i februari 1928 på initiativ av Tullan Hedén och Agnes Höglund. Yrkesskolan var underställd KÖY, den nyligen bildade Kungliga Överstyrelsen för Yrkesutbildning. Hushållskurserna fanns på Karl Johansskolan och Djurgårdsskolan i Majorna. En skolkökslärare berättar: "Ester Mosesson var en härlig chef. Hennes yttre var otroligt anspråkslöst men hon hade en inre styrka. Hon fick andra att orka det otroliga. Hon kunde ge mig ett uppdrag. Jag trodde inte att jag skulle klara det. Men då slog Ester mig uppmuntrande på axeln och sa sitt karakteristiska "he". Då visste jag att hon verkligen trodde att jag skulle klara av uppgiften. Tack vare Ester Mosessons entusiasm och framsynthet växte den husliga avdelningen." Verksamheten skulle 1971 få namn efter henne som Ester Mosessons gymnasium.
Ester Mosesson medverkade 1937 som expert vid en statlig utredning om utbildning av hembiträden. Hon hann även med att ägna sig åt hjälparbete. Åren 1938-1946 bidrog hon till att skaffa resurser och att organisera hjälpsändningar till krigshärjade områden. Hon ägnade sig särskilt åt Finland under vinterkriget, och efter kriget belönades hon med Finlands Vita Ros’ orden. Efter krigsåren gjorde Ester Mosesson många resor på kontinenten, bland annat till Frankrike och Italien. Två år före sin pensionering 1955 fick hon även göra en studieresa till USA och Kanada bekostad av Göteborgs stad, något hon värderade högt. Ester Mosesson tilldelades Göteborgs stads förtjänsttecken 1955.
Ester Mosesson var farfars syster till skådespelaren Hans Mosesson. Hon har givit namn till spårvagn nummer 753 i Göteborg.